# بخش هریسون (شهرستان همیلتون، اوهایو)
بخش هریسون (به انگلیسی: Harrison Township) یک منطقهٔ مسکونی در ایالات متحده آمریکا است که در شهرستان همیلتون، اوهایو واقع شده‌است.
 بخش هریسون ۴۶٫۲ کیلومتر مربع مساحت و ۱۳٬۹۳۴ نفر جمعیت دارد و ۱۸۶ متر بالاتر از سطح دریا واقع شده‌است.